# 체바

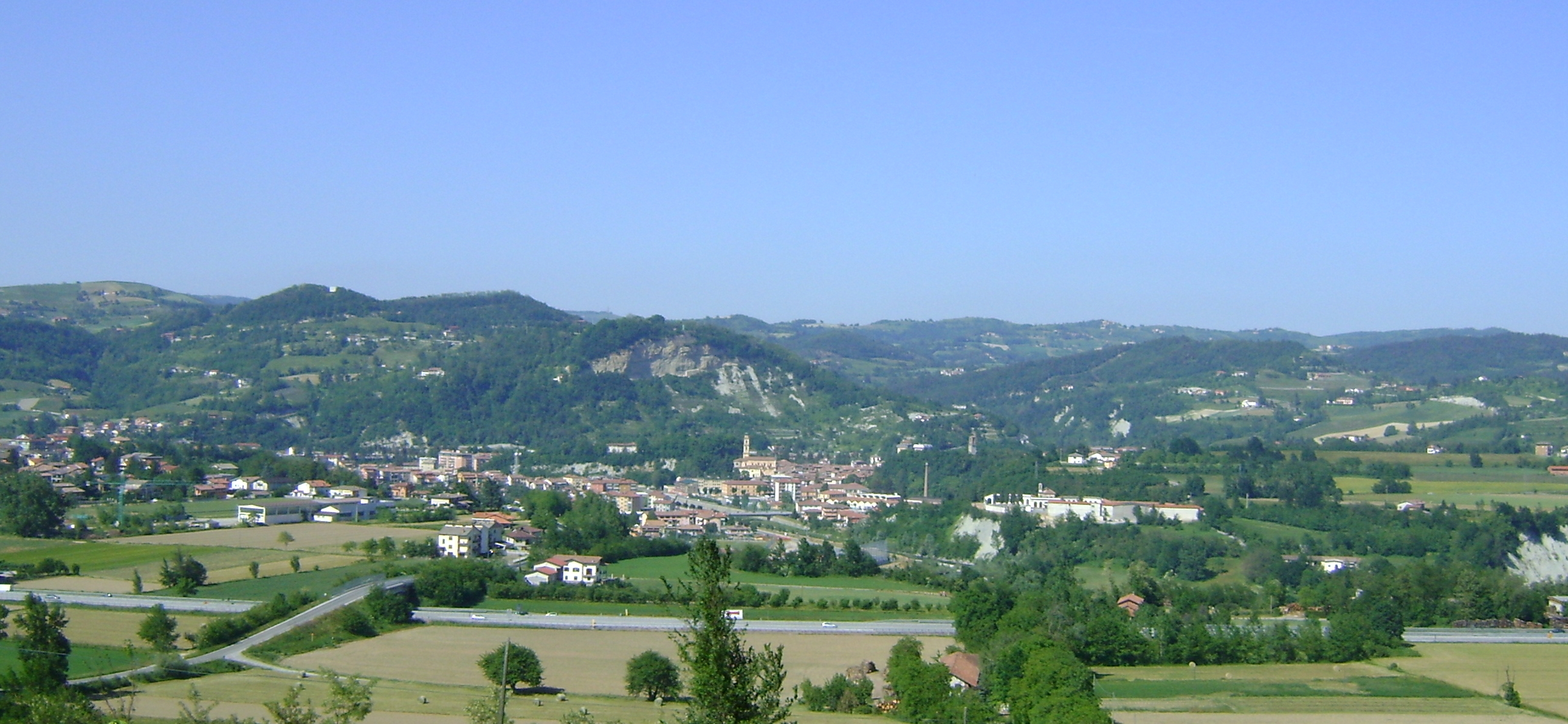
체바의 스카이라인

체바(Ceva)는 이탈리아 피에몬테 주 쿠네오 현의 작은 도시이며, 쿠네오로부터 동쪽으로 49 킬로미터 (30 mi) 떨어져 있다. 타나로강과 세베타 물줄기 사이의 쐐기 모양의 분지에서 타나로강의 오른쪽 둑에 자리잡혀 있다.

## 자매 도시
체바의 자매 도시는 다음과 같다:
- Le Val, France (1992년)

## 같이 보기
- 체바 변경백국